# Joan Amorós i Pla

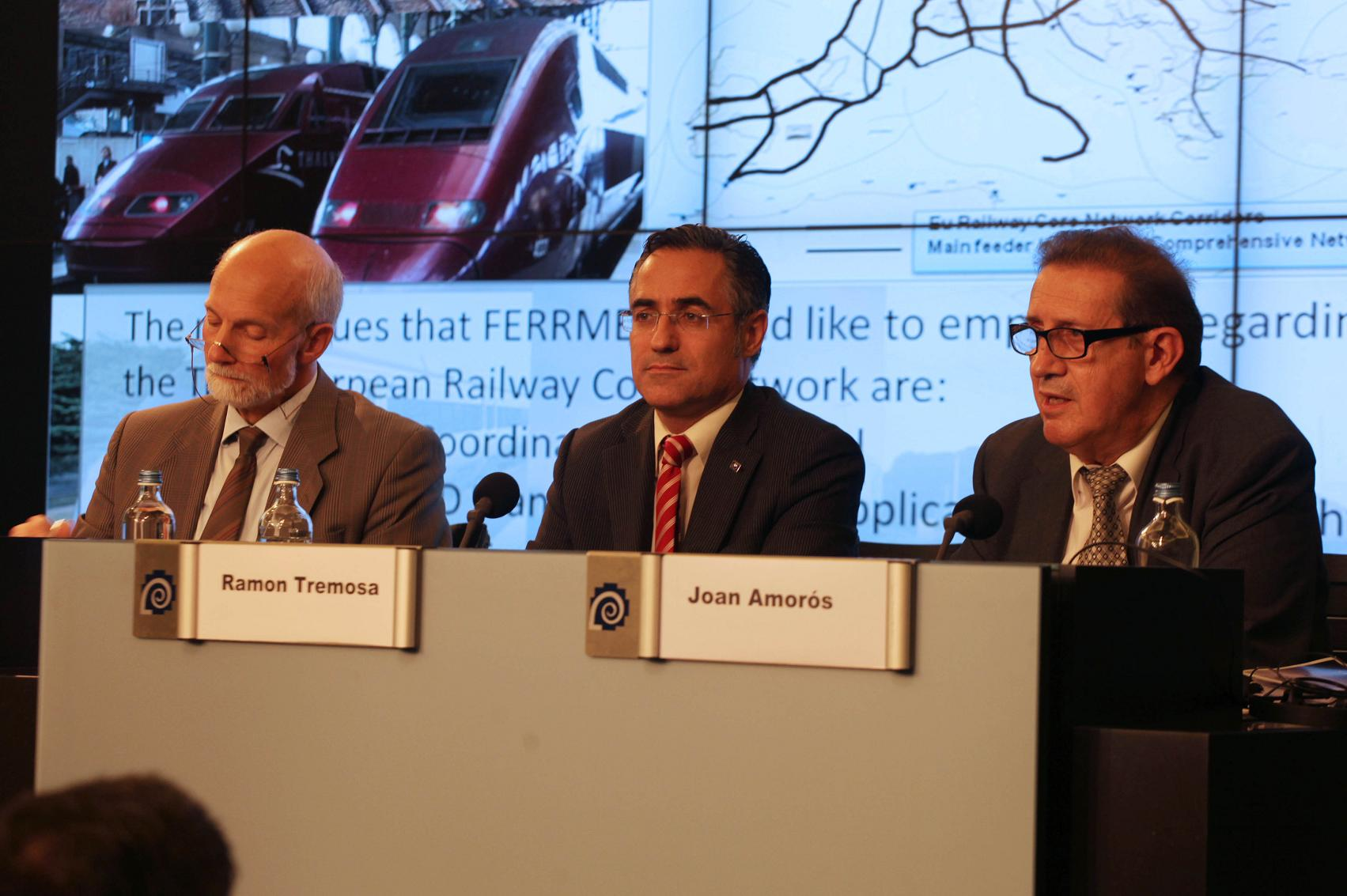
Joan Amorós al costat de Joan Tremosa en un acte a favor del corredor mediterrani, a Brussel·les

Joan Amorós i Pla (Vila-sacra, 1938) és un promotor cultural català.
Ha estat president de diverses associacions culturals catalanes, com l'Acció Escolar del Congrés de Cultura Catalana i del Centre d'Agermanament Occitano-Català (CAOC), del qual va ser un dels principals impulsors el 1977, al costat de Josep Maria Batista i Roca i Enric Garriga Trullols. També és president de l'associació Ferrmed, un grup de pressió europeu liderat des de Catalunya i que té com a objectiu principal la impulsió d'un gran eix ferroviari de mercaderies que ha d'unir el sud i amb el nord d'Europa. El 1994 va rebre la Creu de Sant Jordi i actualment és president de l'Associació Conèixer Catalunya (ACCAT) i director executiu de l'Eurocongrés 2000, del qual en són presidents Robèrt Lafont i Joan Triadú, i vicepresident Pèire Bec.